# Georg Daßler
Georg Heinrich Daßler, auch Dassler, (* 3. Juni 1922; † April 1978) war ein deutscher Jurist und Kommunalpolitiker (CSU).

## Leben
Daßler studierte Rechtswissenschaften und wurde 1950 an der Universität Erlangen mit dem Dissertationsthema Die rechtsgeschichtliche Entwicklung der bambergischen Stadt Herzogenaurach zum Doktor der Rechte promoviert. Im Anschluss war er als Rechtsanwalt in Herzogenaurach tätig.
Daßler trat 1952 in die CSU ein. Von 1958 bis 1972 war er als Nachfolger von Peter Weber Landrat des Landkreises Höchstädt a. d. Aisch. Nach dessen Auflösung im Zuge der Kreisgebietsreform wurde er im Jahr 1972 Landrat des neu gebildeten Landkreises Erlangen-Höchstadt. Er blieb bis zu seinem Tode im April 1978 im Amt, das daraufhin der Landtagsabgeordnete Franz Krug übernahm.
In Herzogenaurach wurde die Dr.-Daßler-Straße, in Hemhofen die Dr.-Georg-Daßler-Straße nach ihm benannt.